# Bambino
Pour les articles homonymes, voir Bambino (homonymie).
Albums de Dalida
La violeterra
(1956) Miguel
(1957)
Bambino est à la fois le titre d'une chanson de la chanteuse Dalida et de son troisième EP contenant cette chanson, sorti à la fin de l'année 1956. 
La chanson-titre Bambino est le premier grand succès de Dalida. C'est la version française de la chanson napolitaine Guaglione d'Aurelio Fierro créée en 1956.

## Historique
Les paroles de la chanson en français sont écrites par Jacques Larue. Cette chanson est d'abord destinée à Gloria Lasso, mais elle est enregistrée, en premier lieu, par Dalida, dans l'album Son nom est Dalida. La chanson, diffusée abondamment sur Europe 1, s'écoule à plus de 300 000 exemplaires.
La chanson est reprise, entre autres, en arabe par le chanteur algérien Lili Boniche en 1956, Plastic Bertrand (1978) et Amanda Lear sur son cd With Love (2006). En 2006, la version arabe de Lili Boniche de Bambino est également reprise par Jean Dujardin dans le film OSS 117 : Le Caire, nid d'espions, avec une orchestration d'oud. En 2010, la chanson est reprise par Faudel dans son album Bled Memory. Bambino fut récemment reprise par Dany Brillant dans son best-of latin-dance. Le single, sorti le 24 septembre 2012, est un hommage à la chanteuse Dalida disparue 25 ans plus tôt.

Au total, le titre Bambino aurait été diffusé sur 40 millions de disques.

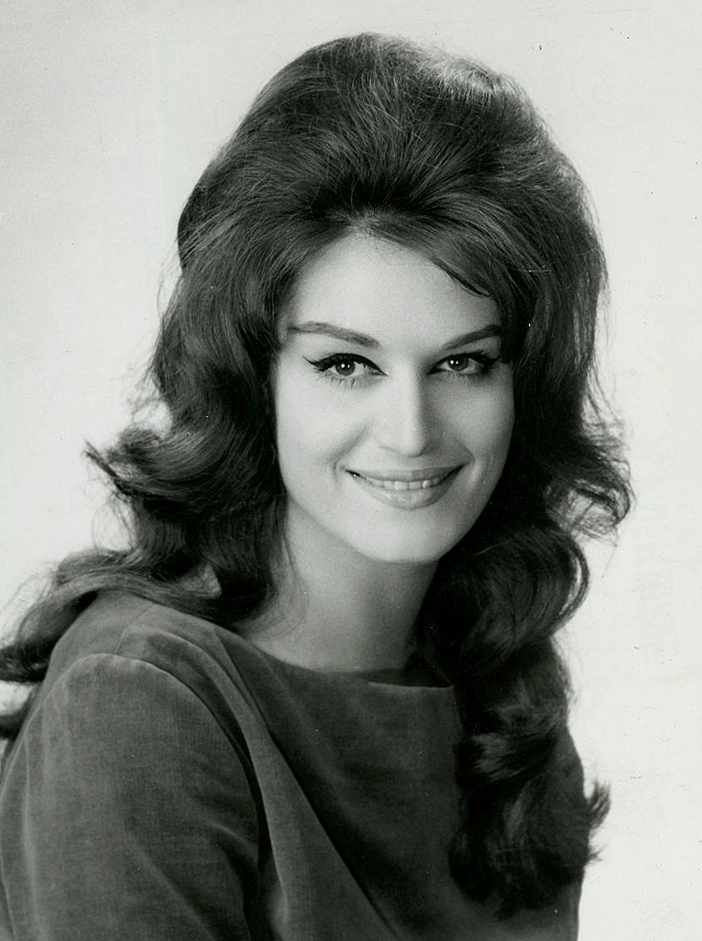
Dalida en 1961.

## Liste des titres
Face A : 
1. Bambino
2. Aime-moi

Face B :
1. Eh ben !
2. Por favor

## Classement hebdomadaire
| Classement de Dalida (1957-1958) | Meilleure position |
| -------------------------------- | ------------------ |
| Québec                           | 1                  |
| Wallonie                         | 1                  |
| Région flamande                  | 5                  |
| France                           | 1,                 |